# Josiah Ober
Josiah Ober (nacido el 27 de febrero de 1953 en Brunswick, Maine) 27 de febrero de 1953 (72 años) es un historiador americano de la Antigua Grecia y teórico político clásico. Es profesor Tsakopoulos-Kounalakis en honor de Constantine Mitsotakis, y profesor de clásicas y ciencia política, en la Universidad de Stanford. Su docencia e investigación enlazan la historia griega antigua y la filosofía con la moderna teoría y práctica política.

## Carrera
Ober estudió en la Universidad de Minnesota (B.A., Major in Historia, 1975) y en la Universidad de Míchigan (Ph.D., Departamento de Historia, 1980).
Fue profesor de Historia Antigua en la Universidad Estatal de Montana - Bozeman (1980–1990), y en la Universidad de Princeton (1990–2006). Fue investigador sénior asociado a la Escuela Americana de Estudios Clásicos de Atenas, en 1981, 1983, 1985 y 1988.
Fue miembro de numerosas instituciones, como el American Council of Learned Societies (1989–1990) y el National Endowment for the Humanities  (1997). Pronunció conferencias de 2002-2003 en la Sigmund H. Danziger Jr. Memorial Lecture in the Humanities en la Universidad de Chicago.
Ober fue alumno del distinguido helenista americano Chester Starr, y ha sido profesor de muchos académicos, como el clasicista John Ma, el historiador Emily Mackil, y el teórico político Ryan Balot.
Su trabajo ha sido criticado por académicos como Mogens Herman Hansen por enfatizar demasiado el aspecto ideológico de la democracia ateniense contra su dimensión institucional, y sus escritos más recientes hann sido acusado por P.J. Rhodes de abandonar la imparcialidad académica en favor de la defensa democrática.
En general, aun así, la obra de Ober ha sido bien recibida. Por ejemplo, Paul Cartledge ha calificado a Mass and Elite in Democratic Athens (Masa y élite en Atenas democrática) de 'obra trascendental', y Jennifer Roberts considera a Political Dissent in Democratic Athens (Disentimiento político en la Atenas democrática) una contribución importante a un diálogo de enorme importancia'.
"Ober se basa en la evidencia empírica sobre el mundo antiguo al servicio de la teoría política normativa, y al hacerlo así arroja luz no sólo sobre Atenas sino sobre la creación y funcionamiento de las instituciones democráticas", escribe la profesora de ciencias políticas Melissa Lane. Danielle Allen, clasicista y teórica política, también ha alabado el libro de Ober Democracy and Knowledge  (Democracia y Conocimiento) en The New Republic (2008).

## Libros

### Autor
- Fortress Attica: Defense of the Athenian Land Frontier, 404-322 B.C., Leiden: E.J. Brill, 1985.
- Mass and Elite in Democratic Athens: Rhetoric, Ideology, and the Power of the People, Princeton: Princeton University Press, 1989.
- The Athenian Revolution: Essays on Ancient Greek Democracy and Political Theory, Princeton: Princeton University Press, 1996.
- Political Dissent in Democratic Athens: Intellectual Critics of Popular Rule, Princeton: Princeton University Press, 1998.
- Athenian Legacies: Essays on the Politics of Going on Together, Princeton: Princeton University Press, 2005.
- Democracy and Knowledge: Innovation and Learning in Classical Athens, Princeton: Princeton University Press, 2008.
- The Rise and Fall of Classical Greece, Princeton: Princeton University Press, 2015.

### Coautor
- con Manville, B., A Company of Citizens: What the World's First Democracy Teaches Leaders about Creating Great Organizations, Cambridge, MA: Harvard Business Press, 2003.

### Editados
- con Eadie, J., The Craft of the Ancient Historian: Essays in Honor of Chester G. Starr, University Press of America: Lanham, 1985.
- con Euben, P., y Wallach, J.,Athenian Political Thought and the Reconstruction of American Democracy, Cornell University Press: Ithaca, 1994.
- con Hedrick, C., Demokratia: A Conversation on Democracies, Ancient and Modern, Princeton University Press: Princeton, 1996.